# Супонева, Ольга Анатольевна
О́льга Анато́льевна Супо́нева (род. 6 января 1976, Москва) — российская театральная и киноактриса, сценарист. Вдова телеведущего Сергея Супонева (1963—2001).

## Биография
Родилась 6 января 1976 года в Москве в семье военнослужащего. Окончила детскую музыкальную школу имени С. В. Рахманинова, затем Российскую академию театрального искусства (РАТИ-ГИТИС) (мастерская Л. Е. Хейфеца).
С 1995 по 2005 годы — актриса Московского Академического театра Сатиры.
С 2006 по 2008 годы вела программу «Счастливый рейс» на НТВ.
В 2004 году по приглашению медиапродюсера C. Л. Шумакова начала работу в телесериале «Кулагин и партнёры» в качестве исполнительницы одной из главных ролей и автора сценария. Является автором более ста сценариев к этому сериалу, который выходил на канале «Россия-1» до конца 2013 года.

## Семья
- Отец — Анатолий Васильевич Мотин (род. 1 марта 1937, Липецк), военнослужащий.
- Мать — Ольга Васильевна (род. 2 августа 1952, Москва), педагог.
- Первый муж — Сергей Евгеньевич Супонев (1963—2001), советский и российский телеведущий, руководитель дирекции детских программ ОРТ[5][6].
  - Дочь — Полина Сергеевна Супонева (род. 16 декабря 2000, Москва). (Снялась вместе с матерью в телесериале «Кулагин и партнёры»).
- Второй муж — Андрей Давыдович Липман (род. 17 декабря 1959) — врач-акушер-гинеколог, профессор, доктор медицинских наук, окончил лечебный факультет ММА имени И. М. Сеченова, принимал у неё роды, врач был приятелем Сергея Супонева[2][7][8].

## Творчество

### Театральные работы
| Спектакль              | Автор, режиссёр                   | Роль                    |
| ---------------------- | --------------------------------- | ----------------------- |
| Молодость Людовика XIV | A. Дюма, Е. Каменькович           | Жоржетта                |
| Самоубийца             | Н. Эрдман, В. Плучек              | Зинка                   |
| Прощай, конферансье!   | Г. Горин, А. Миронов              | Балерина                |
| Трёхгрошовая опера     | Б. Брехт, В. Плучек               | Люси                    |
| Очень деловой человек  | Вернель, Э. Ливнев                | Луиза                   |
| Путешествия на краю    | И. Савельев, А. Калинин           | Анна                    |
| Восемь любящих женщин  | Р. Тома, Н. Фекленко              | Катрин                  |
| Бочка мёда             | Л. Устинов, С. Мишулин            | Мария                   |
| Малыш и Карлсон        | А. Линдгрен, М. Микаэлян          | Астрид                  |
| Время и семья Конвей   | Дж. Пристли, В. Иванов            | Кэрол                   |
| Секретарши             | идея и постановка Ю. Б. Васильева | Простуженная секретарша |
| Вышел ангел из тумана  | П. Гладилин, Н. Ширяев            | Рита                    |

### Роли в телесериалах
- 2004—2013 — Кулагин и партнёры — Ольга, помощница адвоката Кулагина
- 2005 — Адъютанты любви — уличная проститутка
- 2009 — Супруги — Наталья Можаева
- 2009 — Вместе навсегда — камео
- 2010 — Дом малютки — Лиза
- 2010 — Партизаны — эпизод
- 2021 — Большая секунда — Кира Виноградова, сценарист

### Сценарии
- 2004—2013 — Кулагин и партнёры
- 2009—2010 — Супруги
- 2013 — Ангел или демон
- 2015 — Женская консультация
- 2017 — Дом у последнего фонаря
- 2017 — Суфлёр
- 2017 — Трюфельный пёс королевы Джованны
- 2018 — Огненный ангел
- 2018 — Сфинксы северных ворот
- 2019 — Клетка для сверчка
- 2019 — Мастер охоты на единорога
- 2019 — Отель «Толедо»
- 2019 — Северное сияние. Шорох крыльев
- 2021 — Большая секунда
- 2022 — Меньшее зло (совместно с Виктором Шамировым)[9]

### Награды
В 1996 году Ольге Мотиной присуждена премия имени Т. И. Пельтцер за лучшую женскую роль (Лисистрата в одноимённом спектакле Аристофана).